# Sinfonia n.° 11 (Shostakovich)
A Sinfonia n.° 11 em sol menor (Opus 103; " O ano de 1905") de Dmitri Shostakovich foi escrita em 1957 e em 30 de outubro do mesmo ano, estreou com Natan Rakhlin regendo a Orquestra Sinfônica da URSS. O subtítulo desta sinfonia se refere aos eventos da Revolução Russa de 1905. A primeira apresentação fora da União Soviética ocorreu em Londres no Royal Festival Hall com a Orquestra Sinfônica da BBC. Em 7 de abril de 1958, na estreia em solo americano, a Orquestra Sinfônica de Houston foi regida por Leopold Stokowski.
A sinfonia se tornou uma peça popular e conquistou sucesso instantâneo na Russia. Era o melhor trabalho de Shostakovich desde a Sinfonia de Leningrado  que havia estreado quinze anos antes O sucesso da obra, assim como a obtenção de um Prêmio Lenin em abril de 1958, marcaram sua reabilitação da Doutrina Zhdanov de 1948.
Um mês após receber o Prêmio Lênin, uma resolução do Comité Central do Partido Comunista da União Soviética "consertando os erros" restaurou todos aqueles afetados pela ordem oficial, culpando o tratamento "pela subjetiva atitude de Josef Stalin para certos trabalhos e a adversa influência que Stalin exerceu sobre Molotov, Malenkov e Beria.

## Estrutura
A sinfonia possui quatro movimentos, tocados sem pausa, que somados, duram cerca de uma hora.

### 1.Adágio(A praça do palácio)

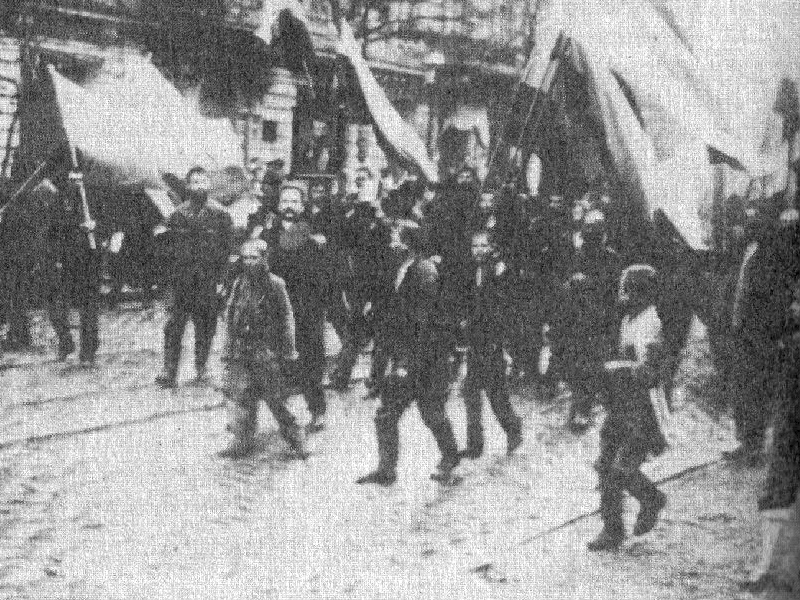
Manifestantes a caminho do Palácio de Inverno

O primeiro movimento é frio, quieto e um pouco ameaçador, a família das cordas, soa transparente e distante, e os tímpanos macabros. Isso fica ainda mais nítido quando os metais parecem estar a uma grande distância.

### 2.Alegro(O 9 de janeiro)
O segundo movimento, refere-se aos eventos do Domingo Sangrento, e é dividido em duas partes. A primeira parte retrata os manifestantes de 22 de Janeiro de 1905 (9 de janeiro, no Calendário juliano), na cidade de São Petersburgo, na qual multidões desciam para o Palácio de Inverno para protestar sobre a crescente ineficiência do governo, corrupção, e seus métodos. A primeira parte é caótica e constantemente avança, criando dois clímaces, então, recua para uma melodia calma, profunda e fria, prolongando melodias das flautas e dos flautins, novamente, destacando os metais com um som distante,
Toda a orquestra, começa uma acelerada marcha, um estouro nas caixas se assemelha a tiros de armas de fogo, e a fuga tocada pelas cordas, se assemelha as tropas descendo sobre a multidão. Isso acaba com uma intensa e implacável melodia tocada pelas cordas, o trombone e a tuba realizam glissandos causando um som nauseante sob o pânico e o avanço das tropas na multidão. Então em uma melodia mecânica e repetitiva os bumbos, Tímpano, e um solo de tam-tam antes de todos os instrumentos de percussão se interromperem de uma só vez. Uma seção que lembra o primeiro movimento é tocada.

### 3.Adágio(Memória Eterna)
O primeiro movimento lamenta a violência, baseado em uma marcha fúnebre ("Você se sente como uma vítima"). Aproximando-se do final, mais uma explosão, onde o tema do segundo tema é representado.

### 4.Allegro ma non troppo(Alarme)
O final se inicia com uma marcha, (novamente repetindo o tema do clímax do segundo movimento), que chega em um clímax violente, seguido do silêncio da abertura da sinfonia, apresentando uma melodia assombrosa do corne inglês. Após o solo, o clarinete baixo retorna a violência de antes, e a orquestra se lança em uma marcha novamente. A marcha cria um clímax com a caixa e o carrilhão de orquestra no qual o tocsin (sino de emergência) toca uma forte melodia em sol menor, enquanto toca em em sol maior. No final, nenhuma das partes se sobressai, com a orquestra tocando um sol natural, antecipando os eventos de 1917.
Esta sinfonia é as vezes descrita como "um tema de filme sem o filme". De fato as imagens musicais possuem um e simplicidade incomum até mesmo para Shostakovich, o compositor épico. Muitos dessas peças são do século XIX, outras do ano 1905. Shosakovich não meramente citou esses sons; ele os integrou na sinfonia no seu modo de compor. Ele usa o material popular como uma marca de sua técnica. Contudo, deu a sinfonia um forte ênfase na tonalidade e geralmente acessível no idioma musical.
Elas também eram músicas conhecidas pelo compositor. Sua família as conhecia e cantava para ele quando ele era menor.

## Instrumentação

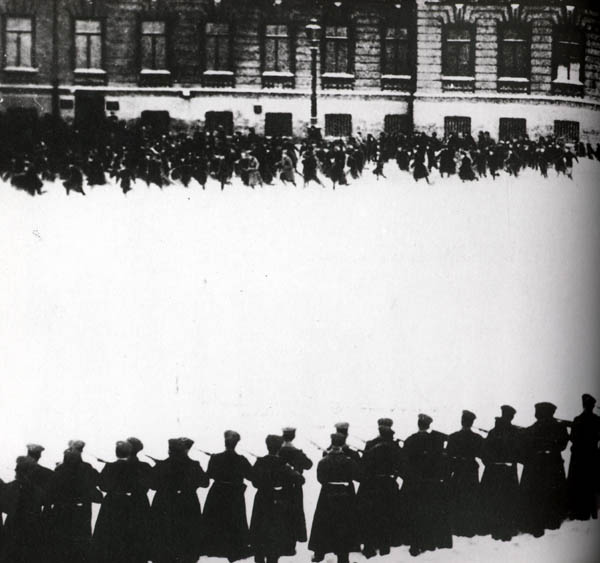
Uma fileira de soldados armados confrontando manifestantes pacíficos no palácio de inverno em São Petersburgo; Do filme de propagando soviético "9 de janeiro" (1925)

- 3 Flautas e 1 Flautim
- 3 Oboés e 1 Corne inglês
- 3 Clarinetes e 1 Clarinete baixo
- 3 fagotes e 1 Contrafagote
- 4 trompas
- 3 Trompetes
- 3 Trombones
- Tuba
- Tímpanos
- Triângulo
- Caixa
- Pratos
- Bumbo
- Tantã
- Xilofone
- Carrilhão de orquestra
- 2 harpas
- Celesta
- Cordas

## Visão Geral

### Composição
Shostakovich originalmente tinha a intenção de que sua 11° sinfonia fosse uma comemoração de 50 anos da Revolução Russa de 1905 e publicaria ela em 1955. Porém fatores pessoais o mantiveram sem compor até 1957. Esses fatores incluem a morte de sua mãe, seu tumultuoso segundo casamento e a chegada de amigos recém libertos da Gulag. Talvez a Revolução Húngara de 1956 despertou Shostakovich e este voltou a compor a sua sinfonia

### Réquiempara uma geração?
Segundo o genro do compositor, Yevgeny Chukovsky, o título original desta sinfonia não seria "1905" e sim "1906", ano de nascimento do compositor. Isso tem sugerido a vários críticos que a 11° Sinfonia não seria um réquiem apenas para Shostakovich e sim para toda sua geração. As provações que a geração do compositor sofreu foram sem precedentes na história russa - Duas guerras mundiais, uma guerra civil, uma guerra civil, duas revoluções e os horrores do coletivismo forçado e o Grande Expurgo de Stalin por anos. A única coisa que livrou a geração de Shostakovich de um segundo expurgo foi a própria morte de Josef Stalin em 1953.
Do mesmo modo, os mesmo críticos sugerem que a ideia da sinfonia falar sobre uma geração, não contradiz com seu tema oficial, uma revolução. Ao contrário da Revolução de Outubro de 1917, a Revolução Russa de 1905 não foi politizada pelo Partido Comunista da União Soviética, ou seja, não perdeu sua aura aos olhos das gerações posteriores. Por essa aura, o espírito de luta por uma causa justa inspirou diversos autores a falarem sobre aquele período, como Encouraçado Potemkin de Serguei Eisenstein, ou os poemas narrativos de Boris Pasternak assim como a Sinfonia de Shostakovich.
O título, O ano 1905, remonta ao início da primeira Revolução Russa de 1905, que foi parcialmente iniciado pelos eventos em 9 de Janeiro (9 de janeiro seguindo o Calendário juliano, já no Calendário gregoriano corresponde ao dia 22 de Janeiro) daquele ano. Muitas cidades ocidentais caracterizaram a sinfonia como "música para filmes"- em outras palavras, como um grande e crescente Agitprop Atualmente, muitos consideram que a obra é muito mais reflexiva, que olha para a história russa como um todo, do ponto de vista russo de 1957, quatro anos após a morte de Stalin. Outra interpretação comum é que a sinfonia é a resposta para a Revolução Húngara de 1956; A sinfonia foi composta logo após a revolução. Sua viúva, Irina, disse que ele tinha "algo em mente" durante a composição

### A sinfonia mais "Mussorgskiana"
Shostakovich considerou essa sinfonia como sua sinfonia mais Mussorgskiana. Mussorgsky para ele simboliza duas coisas - o povo e recorrência. Ele escreveu sobre as pessoas que sofreram no Domingo Sangrento: "As pessoas, basicamente, estão destinadas a sofrer nas mãos de autocratas indiferentes; eles irão periodicamente protestar em nome da humanidade apenas para serem traídos ou punidos" O compositor teria dito a Solomon Volkov, "Eu gostaria de mostrar essa recorrência na 11° Sinfonia... é sobre o povo que parou de acreditar pois o copo do mal transbordou." Enquanto essa passagem pode ter parecido absurdo quando foi publicada no livro Testemunha, especialmente no contexto de ligar a sinfonia a Revolução Húngara, o conceito de recorrência é alegadamente como aquele que vem sendo o central para os artistas russos após esse evento e teve um grande significado entre a Intelligentsia na Rússia.
As citações as músicas revolucionários na obra podem ter muitas interpretações: O primeiro movimento, faz alusão a um som, "Slushay!" ("Ouça!") com o texto "A noite de outono é... negra como a consciência de um tirano", enquanto o último movimente refere a uma incluindo a frase "vergonha de seus tiranos". Volkov compara esse movimento com uma justaposição de músicas revolucionárias (notavelmente a música de Varshavianska) para uma produção cinematográfica, enquanto cita a descrição de Anna Akhmatova do movimento "pássaros brancos contra o céu escuro".
Muitos argumentaram que a inclusão desses sons na sinfonia, deixam mais explícitos as reais consequências e os eventos que estão sendo retratados- Ou seja, se o Tsar Nicolau II tivesse ouvido aos pedidos de seu povo, talvez não haveria tantos protestos e talvez não haveria uma revolução 12 anos depois. Não ouvindo, as consequências que o Tsar sofre são retratadas no fim da sinfonia. Portanto, no esquema para a sinfonia, negação ao povo, meramente incita a violência e um ciclo de recorrência. Firmando essa mensagem está o subtítulo do último movimento "Nabat" ("alarme" ou "tambor de alarme). Nabat também foi o nome de uma resenha do século XIX escrita por Narodnik Pyotr Tkachev, que foi famoso por dizer que nada, por mais  imoral que fosse, era proibido a um verdadeiro revolucionário. Tkachev defendia que a revolução deveria ser levada a cabo por um pequeno e motivado partido, que deveria usar todos os meios necessários, em vez das próprias pessoas

## Citações
1. 1 2  Macdonald, Ian. The New Shostakovich. [S.l.: s.n.] 214 páginas
2. ↑  MacDonald, Ian. The new Shostakovich. [S.l.: s.n.] pp. 214, 218–19
3. ↑  New grove. [S.l.: s.n.] pp. 17:269
4. ↑  Volkov. [S.l.: s.n.] pp. 37–38
5. ↑  Macdonald, Ian. The new Shostakovich. [S.l.: s.n.] 216 páginas
6. ↑  Volkov, Solomon. Testimony. [S.l.: s.n.] 38 páginas
7. ↑  Volkov, Solomon. Testimony. [S.l.: s.n.] 39 páginas
8. ↑  DSCH. [S.l.: s.n.] pp. no. 12 p. 72
9. ↑  MadDonald, Ian. The new Shostakovich. [S.l.: s.n.] pp. 214–15
10. ↑  Citada por MacDonald, 215
11. ↑  Macdonald, 215
12. ↑  Figes, 261
13. ↑  MacDonald, 217-218